# Herbert Birtner
Herbert Birtner (* 16. Juni 1900 in Hamburg; † 27. September 1942 in Woronesch, Sowjetunion) war ein deutscher Musikwissenschaftler.

## Leben
Herbert Birtner wurde am 16. Juni 1900 in Hamburg geboren und studierte an den Universitäten Hamburg und Freiburg Medizin. Das Wintersemester 1920 begann er mit dem Studium der Musikwissenschaft, der Kunstgeschichte sowie der Geschichte, zunächst an der Universität Heidelberg als auch später an jener in Leipzig. Birtner wurde zum Doktor der Musikwissenschaften promoviert. Am musikwissenschaftlichen Institut der Universität Leipzig war er seit 1928 als Assistent tätig. An der Universität Marburg habilitierte er sich im Jahr 1928, um zehn Jahre später dort außerordentlicher Professor zu werden. Im November 1933 unterzeichnete er das Bekenntnis der deutschen Professoren zu Adolf Hitler. Von 1940 bis 1942 war er auch Lehrer an der Universität Graz. Am 27. September 1942 fiel er im Zweiten Weltkrieg in Woronesch (Russland).

## Schriften
- Joachim a Burck als Motettenkomponist (1546–1610). Leipzig 1924 (Leipzig, Universität, Dissertation, 1924).